# Un jour dans la vie (film, 1946)
Pour le film de 2011, voir Un jour dans la vie.
Pour plus de détails, voir Fiche technique et Distribution.
Un jour dans la vie (titre original : Un giorno nella vita) est un film italien réalisé par Alessandro Blasetti, sorti en 1946.

## Synopsis
Un groupe de partisans italiens se réfugie dans un couvent pour fuir les raids allemands. Les sœurs, à contrecœur après avoir hésité, aident finalement les hommes car l'un d'entre eux est blessé. Mais cela a de terribles conséquences car une fois les partisans italiens partis, les Allemands prennent leur revanche.
Un jour dans la vie offre l'image d'une Italie dans laquelle les différences qui avaient auparavant divisé la société, en particulier entre l'Église et les politiques de gauche, sont temporairement mises de côté au profit d'une cause supérieure : l'unité nationale.

## Fiche technique
- Titre : Un jour dans la vie
- Titre original : Un giorno nella vita
- Réalisation : Alessandro Blasetti
- Scénario : Alessandro Blasetti, Mario Chiari, Diego Fabbri, Anton Giulio Majano et Cesare Zavattini
- Musique : Enzo Masetti
- Photographie : Mario Craveri
- Montage : Gisa Radicchi Levi
- Production : Salvo D'Angelo
- Société de production : Orbis Films
- Société de distribution : Pathé Consortium Cinéma (France)
- Pays :  Italie
- Genre : Drame et guerre
- Durée : 95 minutes
- Dates de sortie : 
  -  Italie : 5 avril 1946
  -  France : 7 août 1947

## Distribution
- Elisa Cegani : sœur Maria
- Massimo Girotti : Luigi Monotti
- Mariella Lotti : sœur Bianca
- Amedeo Nazzari : le capitaine De Palma
- Dina Sassoli : sœur Teresa
- Ada Colangeli : sœur Gaetana
- Luciano Mondolfo : Damiano Santoni
- Ada Dondini : la mère supérieure
- Gino Mori : Rino
- Arnoldo Foà  : Brusan
- Ave Ninchi : sœur Celeste
- Flavia Grande : sœur Luisa
- Amalia Pellegrini : sœur Scolastica
- Dante Maggio : Carlo
- Antonio Pierfederici : Giovanni
- Dino Maronetto : Macchi
- Rolando Purgatori : le médecin américain
- Marcella Melnati : sœur Pace
- Goliarda Sapienza : sœur Speranza
- Adam Perkal : le capitaine allemand
- Enzo Biliotti : Don Eusebio

## Récompenses et distinctions
Le film a été présenté en sélection officielle en compétition au Festival de Cannes 1946.